# Собор Сан-Джорджо-Маджоре
Собор Сан-Джорджо-Маджоре (італ. Basilica di San Giorgio Maggiore) — собор у Венеції, на острові Сан-Джорджо-Маджоре. Зведений між 1565 та 1610 роками за проектом архітектора Андреа Палладіо (1508–1580); після смерті майстра храм добудував його учень Вінченцо Скамоцці (1548–1616).
Церква стоїть посеред житлової забудови на вузькій набережній і видна лише зі сторони фасаду, найкраще з П'яцетти та з гирла Великого каналу.
Дзвіниця є квадратною цегляною вежею, яка була побудована в 1791 році на місці зруйнованої дзвіниці. Зовнішня композиція будується на поєднанні великого та малого ордерів.
Монастир, розкинувся на острові, й собор зокрема 1808 року закрив Наполеон. Будівлі були перетворені на казарми і змінені до невпізнаття. У 1951 році монастир був придбаний графом Вітторіо Чіні, і відреставрований.

## Фасад

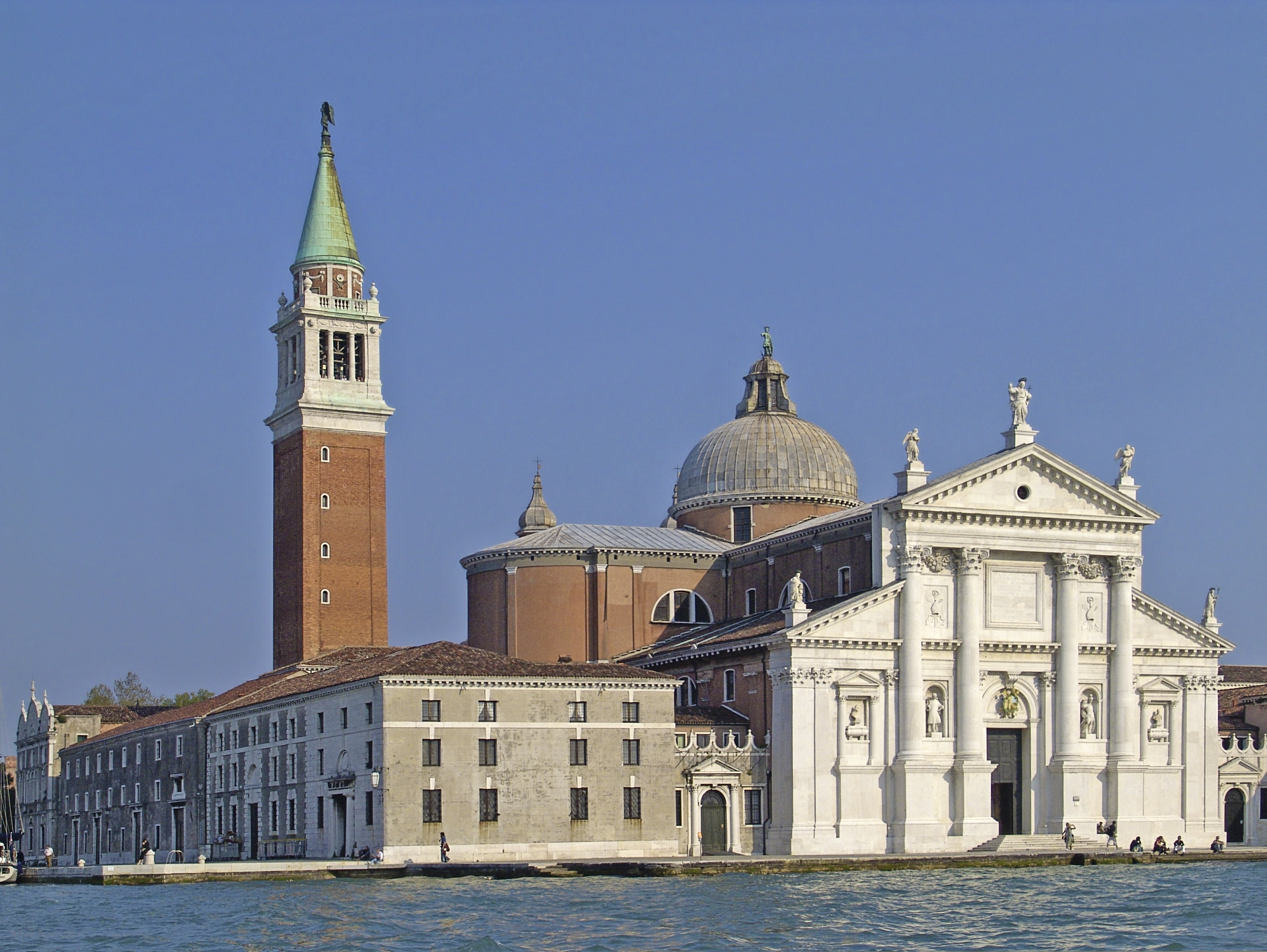

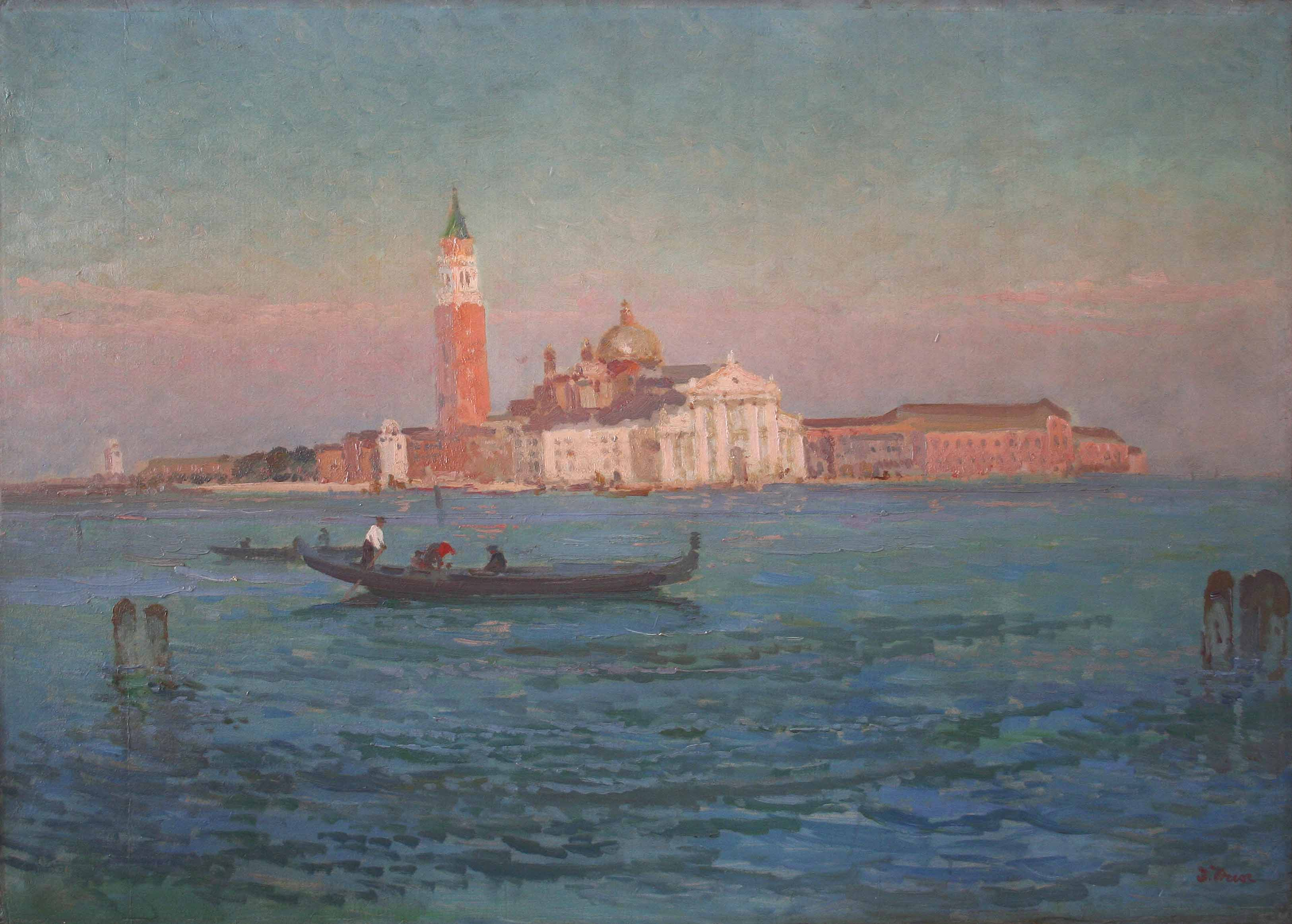
Іван Труш. Венеція (острів Сан-Джорджо-Маджоре)

Являє собою принципово нове рішення проблеми переробки портика античного храму стосовно до фасаду християнської базиліки. Трактуючи структуру церкви як два поєднаних об'єми, Палладіо виразив їх на фасаді своєрідним сполученням композиційних схем двох античних храмів: вузький та високий портик чотириколонного храму відповідний до центральної нави ніби «накладений» на нижчий та широкий портик, що містить у собі габарити бокових нав.

## Інтер'єр
Собор має три нави, в яких розміщено 6 каплиць. Дві каплиці є також у трансепті. Центральна нава продовжена за середохрестям склепінчатим хором, відділеним від вівтарного прольоту прямою та двоярусною колонадою. Головний вівтар виконав італійський скульптор Джироламо Кампаньєй прикрашений статуєю Христа, що стоїть на кулі, яку підтримують чотири євангелісти.
У соборі перебувають «Таємна вечеря», «Воскресіння Христа зі святим Андрієм і членами Родини Морозіні» та багато інших робіт Тінторетто.
У соборі стоїть надгробний пам'ятник, померлого 1130 року дожа Доменіко Мікеле. Пам'ятник був споруджений 1640 року, арх. Бальтазар Лонгена, замість зруйнованого надгробка.

## Фотографії

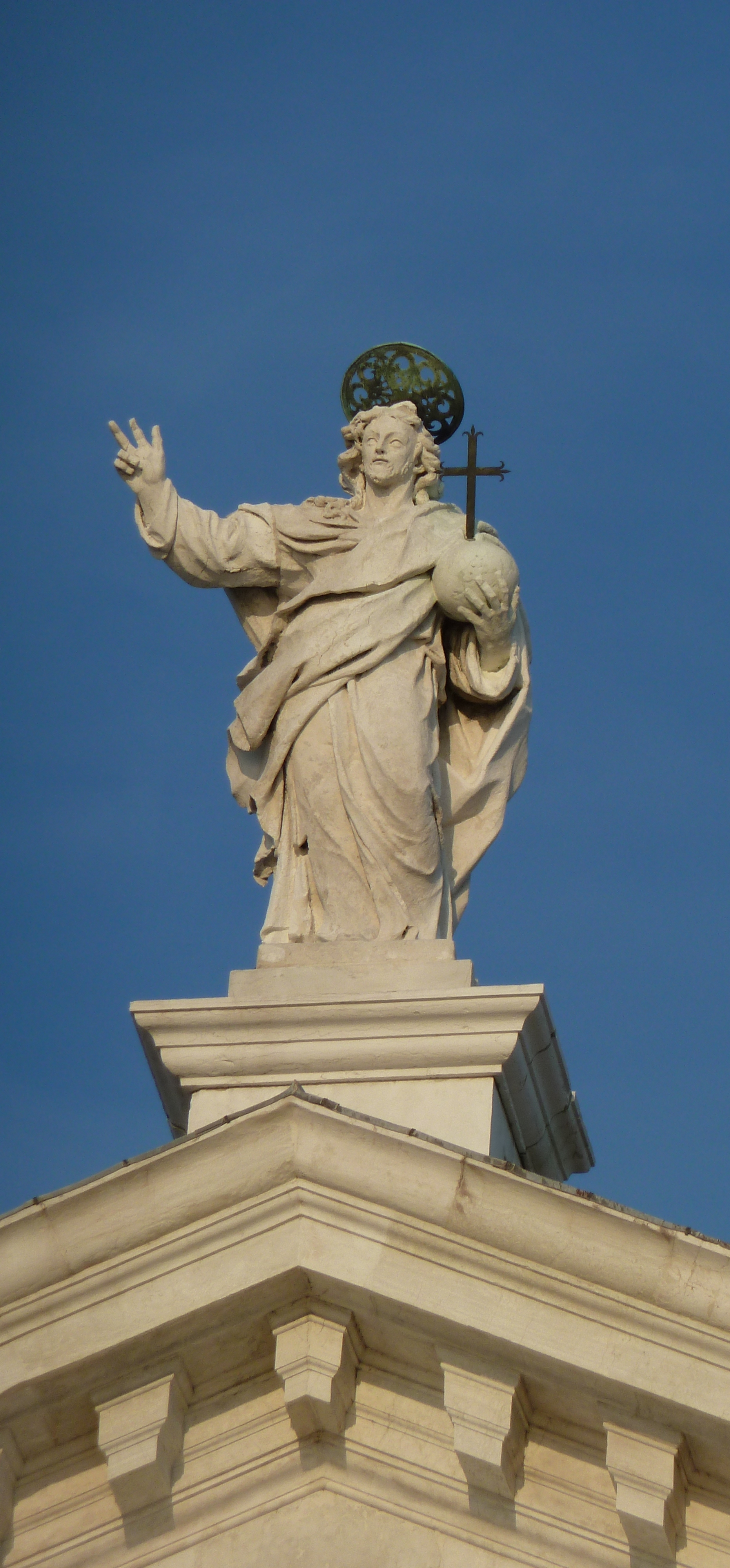
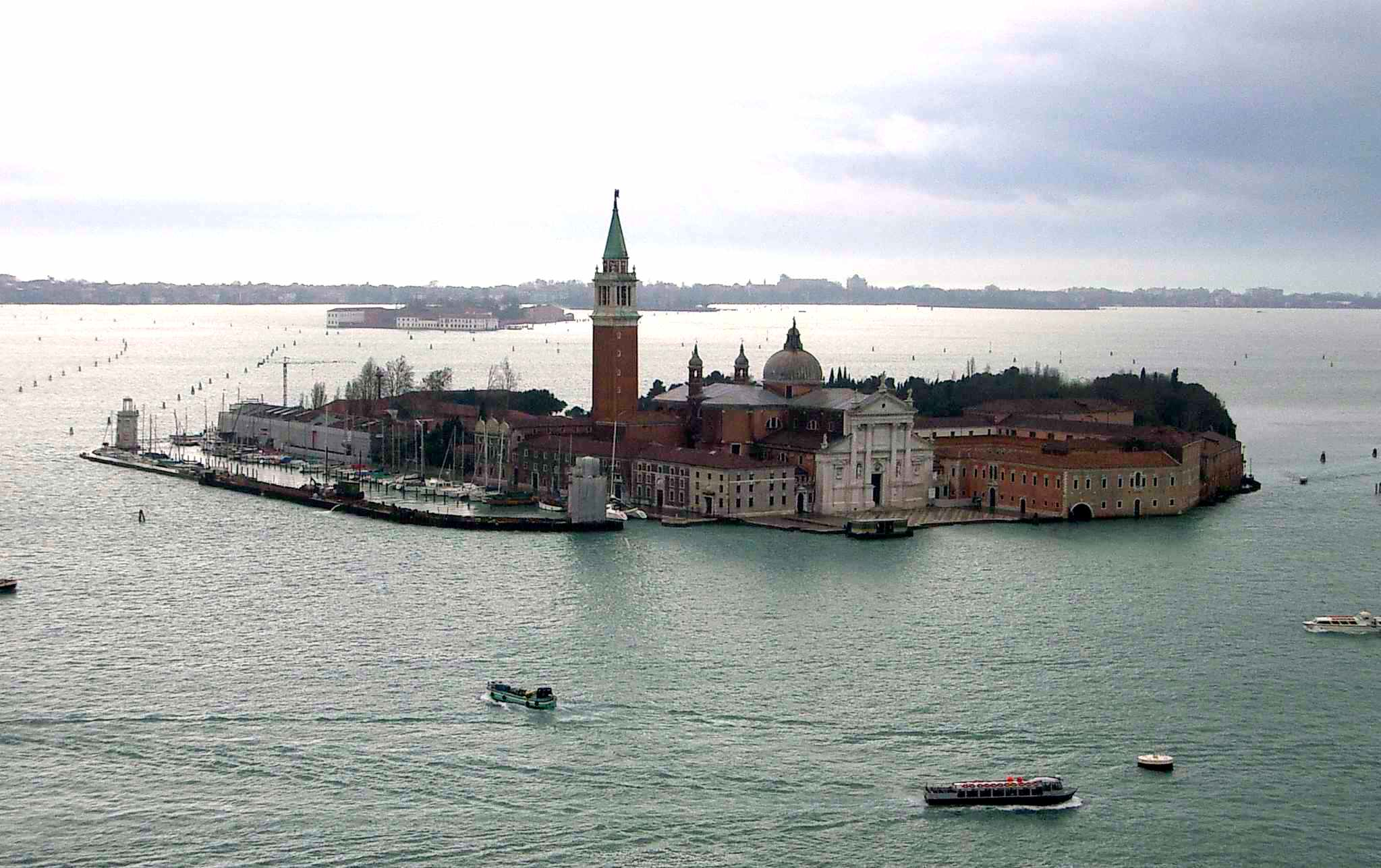
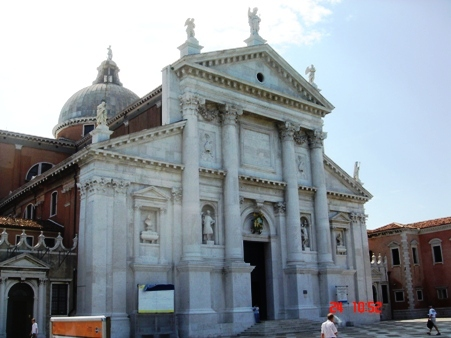
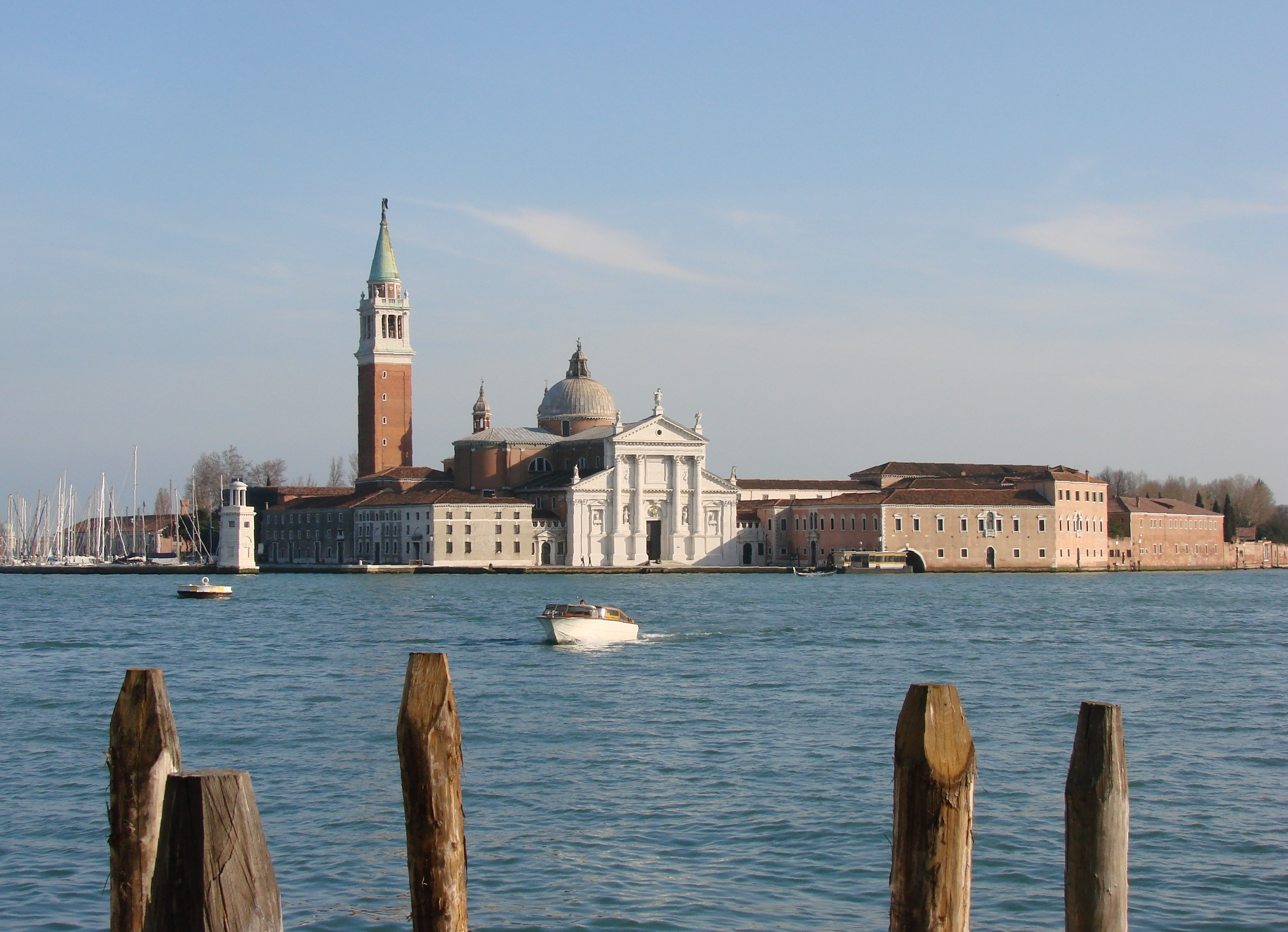
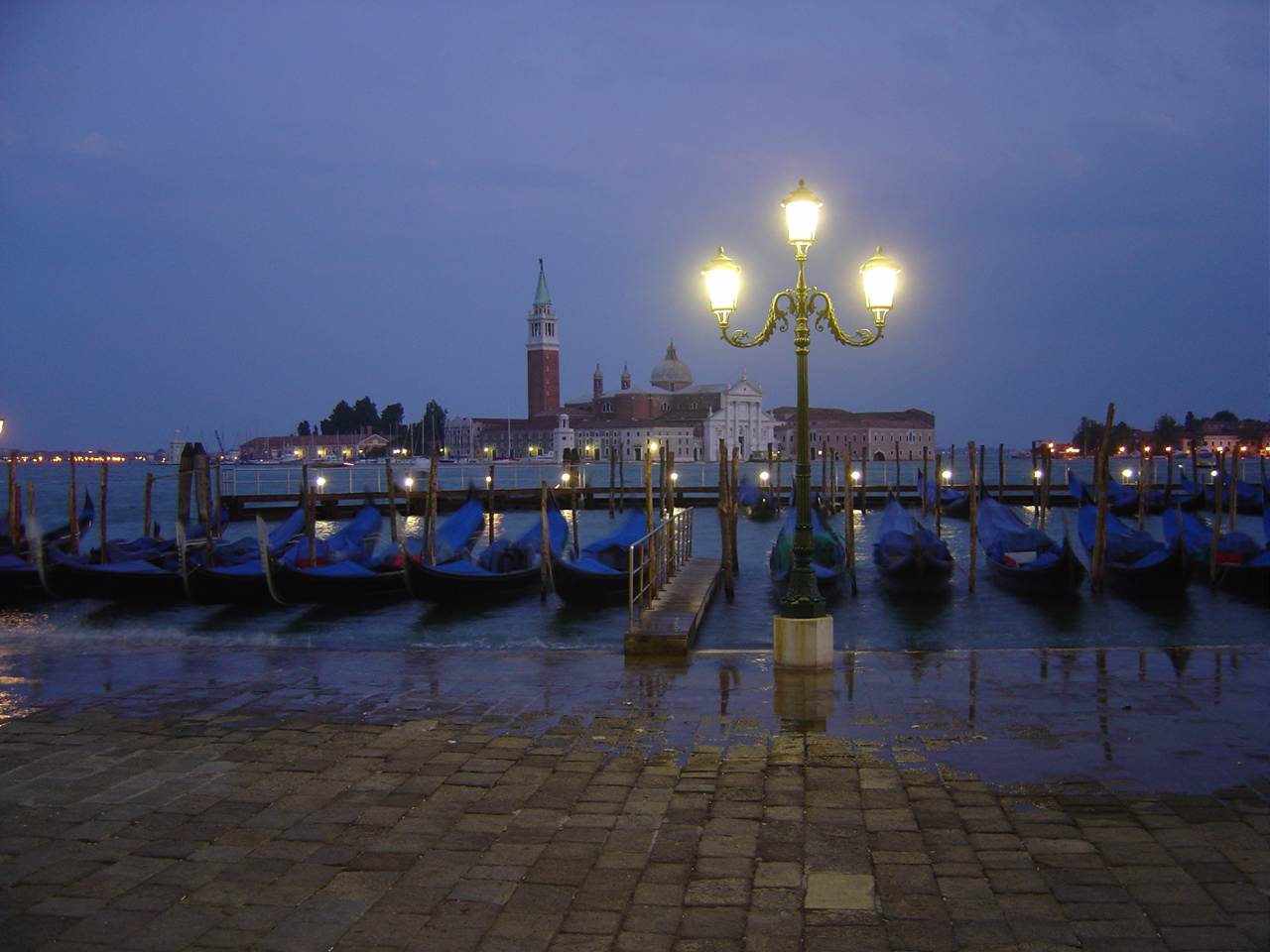
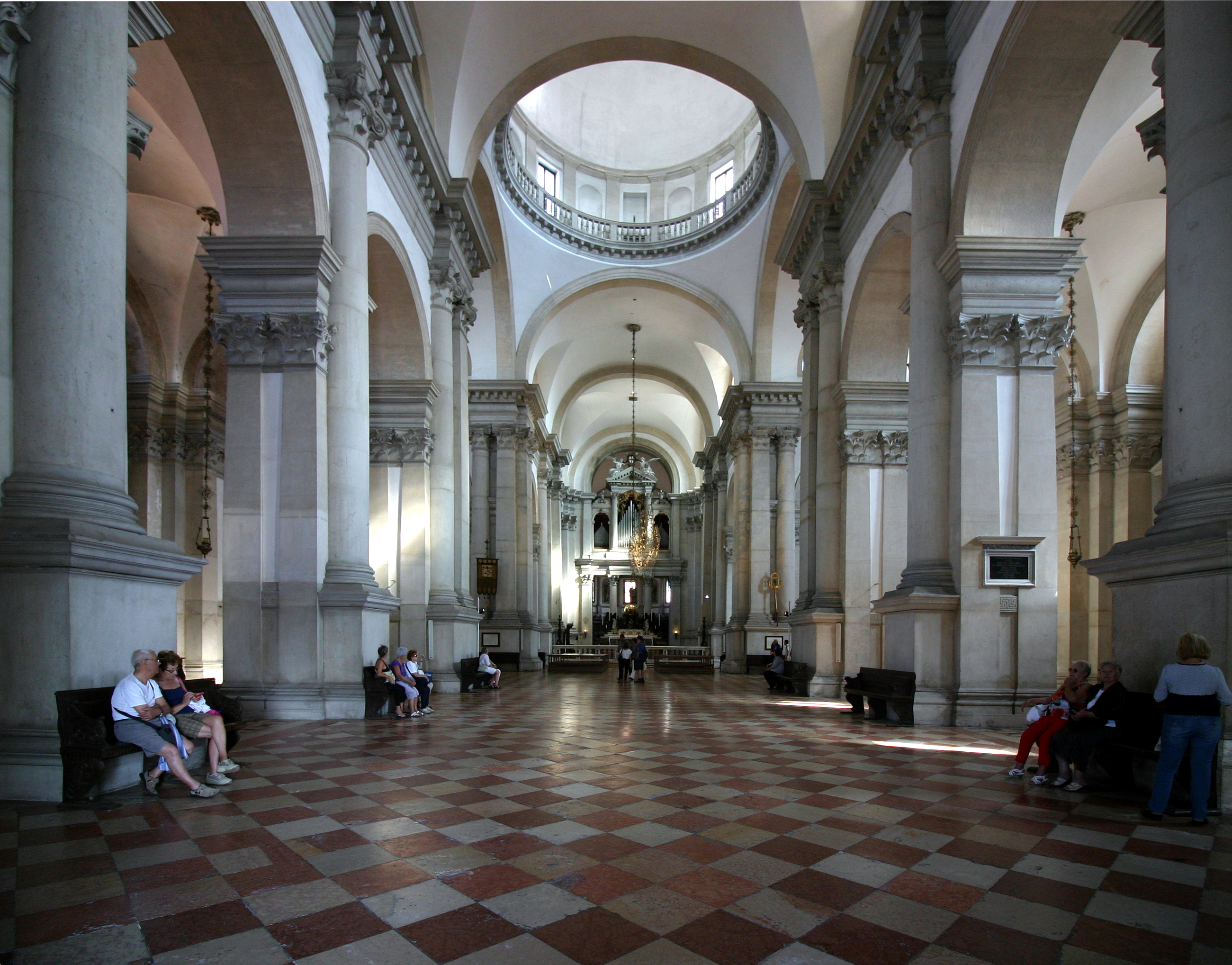
Інтер'єр
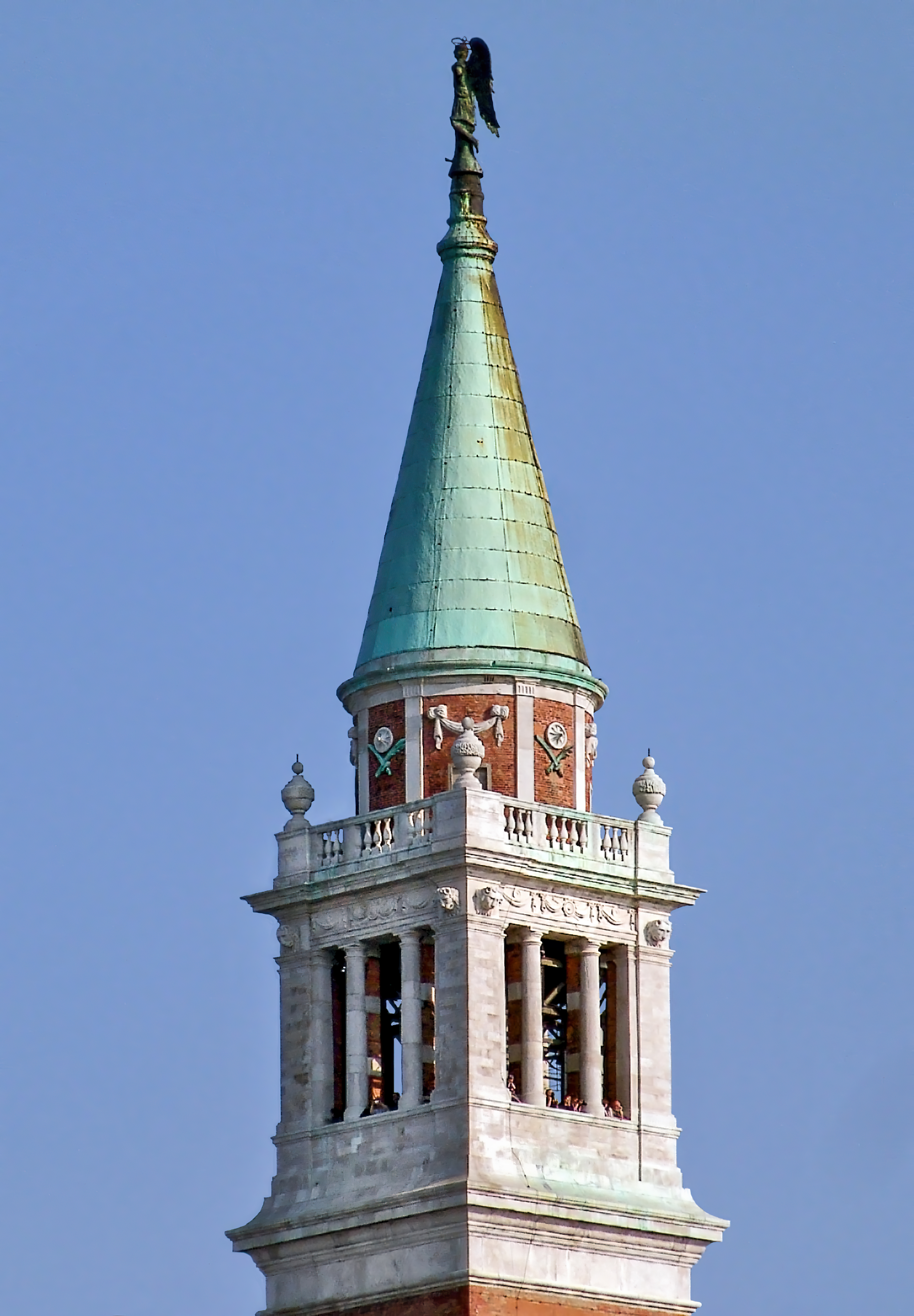
Дзвіниця, побудована в 1791 році